# جان ایلوارد
جان ایلوارد (انگلیسی: John Aylward؛ زادهٔ ۷ نوامبر ۱۹۴۶ – ۱۶ مهٔ ۲۰۲۲) هنرپیشه آمریکایی بود. از فیلم‌هایی که وی در آن نقش داشته است می‌توان به سرزمین شمالی، سیزده روز، لاک‌پشت‌های نینجای ۳، پیدا کردن گریسلند و مرد خاکستری اشاره نمود.
آیلوارد در ۱۶ مه ۲۰۲۲ در سیاتل در سن ۷۵ سالگی درگذشت.